# ヘザー・ハント
ヘザー・ハント (Heather Oakes-Hunte、1959年8月14日　- )は、イギリスの陸上競技選手。1980年モスクワオリンピック、ロサンゼルスオリンピックの銅メダリストである。

## 経歴
ハントは、1980年モスクワオリンピックの100mと4×100mリレーに出場。100mでは決勝に進出したものの8位に終わってしまったが、キャシー・スモールウッド、ビバリー・ゴダード、ソニア・ランナマンとともに出場した4×100mリレーでは、東ドイツ、ソ連に次いで銅メダルを獲得した。
さらに、4年後の1984年にロサンゼルスオリンピックに2大会連続出場を果たし、前回大会と同じ100mと4×100mリレーに出場。100mでは前回と同様結果を残せず7位に終わるが、4×100mリレーでは、前回もメンバーだったクック(スモールウッド)、ゴダードとシモーネ・ジェイコブズの4人で挑み、アメリカ。カナダに次いで銅メダルを獲得。前回と同じ結果となった。
ハントは、1986年のコモンウェルスゲームズでは、100mと4×100mリレーの2種目を制覇している。

## 主な実績
| 年   | 大会                     | 場所                         | 種目         | 結果 | 記録    |
| ---- | ------------------------ | ---------------------------- | ------------ | ---- | ------- |
| 1980 | オリンピック             | モスクワ(ソビエト連邦)       | 100m         | 8位  | 11.34秒 |
| 1980 | オリンピック             | モスクワ(ソビエト連邦)       | 4×100mリレー | 3位  | 42.43秒 |
| 1984 | オリンピック             | ロサンゼルス(アメリカ合衆国) | 100m         | 7位  | 11.43秒 |
| 1984 | オリンピック             | ロサンゼルス(アメリカ合衆国) | 4×100mリレー | 3位  | 43.11秒 |
| 1985 | ヨーロッパ室内陸上選手権 | アテネ・ピレウス(ギリシャ)   | 60m          | 3位  | 7.22秒  |
| 1985 | 世界室内陸上             | パリ(フランス)               | 60m          | 2位  | 7.21秒  |
| 1986 | コモンウェルスゲームズ   | エジンバラ(スコットランド)   | 100m         | 1位  | 11.20秒 |
| 1986 | コモンウェルスゲームズ   | エジンバラ(スコットランド)   | 4×100mリレー | 1位  | 43.39秒 |